# Microspizias
Microspizias – rodzaj ptaków z podrodziny jastrzębi (Accipitrinae) w obrębie rodziny jastrzębiowatych (Accipitridae).

## Zasięg występowania
Rodzaj obejmuje gatunki występujące w Ameryce Centralnej i Południowej.

## Morfologia
Długość ciała 24–30 cm, rozpiętość skrzydeł 38–53 cm; masa ciała 61,5–134 g.

## Systematyka

### Etymologia
Microspizias:  μικρος mikros mały; σπιζιας spizias „jastrząb”.

### Podział systematyczny
Do rodzaju należą następujące gatunki:
- Microspizias superciliosus (Linnaeus, 1766) – krogulczyk drobny
- Microspizias collaris (P.L. Sclater, 1860) – krogulczyk kryzowany